# Декарбоксилювання
Декарбоксилюва́ння (англ. decarboxylation) — відщеплення карбоксильної групи від карбонових кислот із заміною її на Н та виділенням вуглекислого газу. Відбувається термічно (зокрема, з ароматичними гетероциклічними карбоксильними сполуками). У біохімії важливе значення має ферментативне декарбоксилювання.
{\displaystyle {\ce {R-COOH ->R-H +CO2}}}
До декарбоксилювання найбільше здатні:
- Нижчі дикарбонові кислоти — етандіова кислота та пропандіова кислота. При їх декарбоксилювані утворюються монокарбонові кислоти.     {\displaystyle {\ce {HOOC-COOH -> H-COOH +CO2}}}
- α-ди- та три-заміщенні галогенкарбонові кислоти. Утворюються галогеналкани. {\displaystyle {\ce {Cl3C-COOH ->Cl3CH +CO2}}}
- β-оксокарбонові кислоти. Утворюються еноли, які переходять у кетони.